# Earl Grey
Earl Grey – herbata aromatyzowana olejkiem bergamotowym. Tradycyjnie wytwarzana w oparciu o czarną herbatę, obecnie można spotkać również warianty earl greya powstałe z herbaty zielonej lub ulung.

## Opis
Mieszanka została nazwana na cześć Charlesa Greya, 2. hrabiego Grey (2. Earl Grey), który podobno otrzymał w prezencie, prawdopodobnie jako podarek dyplomatyczny, herbatę aromatyzowaną olejkiem z pomarańczy bergamoty. Legenda mówi, że był to wyraz wdzięczności mandaryna chińskiego, którego tonący syn został uratowany przez jednego z ludzi lorda Greya. Ta mieszanka herbaty początkowo była jednak wyprodukowana ze sfermentowanej herbaty indyjskiej i cejlońskiej (lankijskiej).
W Chinach od herbaty czarnej dużo bardziej popularna jest herbata zielona. Wydaje się więc wątpliwe, by Chińczycy dysponowali przepisem na to, co dziś nazywa się herbatą earl grey, lord Grey zaś nigdy nie postawił stopy na ziemi chińskiej. Według innej wersji legendy, herbata była podarkiem od hinduskiego radży, którego syna ocalił od tygrysa jeden ze służących Greya.